# Římskokatolická farnost Bedřichov u Lysic
Římskokatolická farnost Bedřichov u Lysic (do roku 2004 Římskokatolická farnost Bedřichov) je územní společenství římských katolíků v obci Bedřichov s farním kostelem svatého Mikuláše. Farnost je součástí boskovického děkanství v rámci brněnské diecéze.

## Území farnosti
- Bedřichov – farní kostel sv. Mikuláše
- Kozárov – kaple sv. Anny
- Kunčina Ves – kaple sv. Cyrila a Metoděje
- Kunice – zvonice (pouť o Nejsvětější Trojici)
- Lhota u Lysic – kaple Narození Panny Marie

## Historie farnosti
Kostel byl v Bedřichově postaven již ve 13. století, během husitských válek byl zničen a následně obnoven. Samostatná farnost zde existovala už v patnáctém století, v letech 1601 až 1785 byl Bedřichov s osadami Kozárovem a Kunčinovem filiálkou lysické farnosti. Roku 1785 byly k Bedřichovu přifařeny obce Lhota a Kunice a byla obnovena bedřichovská farnost. Budova fary byla postavena o dva roky později. V roce 1789 byl v obci postaven nový kostel a po jeho otevření byl původní kostel zbourán. Lidové misie se zde konaly v roce 1949. Na konci 20. století byla fara přebudována na rekreační budovu a slouží nyní zejména křesťanské mládeži brněnské diecéze. 

## Duchovní správci
Přehled kněží působících ve farnosti je známý od 17. století.
Duchovním správcem farnosti je farář z lysické farnosti. Administrátorem excurrendo byl od července 1996 do července 2014 P. Slavomír Bedřich. Po něm jako nový administrátor excurrendo nastoupil od 1. srpna 2014 D. Vít Martin Červenka, OPraem. Toho o rok později vystřídal jako administrátor excurrendo R. D. Mgr. Michal Cvingráf.

## Bohoslužby
| Kostel           | Místo     | Bohoslužba (den) | Hodina                          | Poznámka     |
| ---------------- | --------- | ---------------- | ------------------------------- | ------------ |
| svatého Mikuláše | Bedřichov | neděle čtvrtek   | 10.45 17.30 (zima)/18.30 (léto) | Farní kostel |

## Primice
Dne 5. července 2003 měl ve farním kostele primici novokněz P. Tomáš Holcner.

## Aktivity farnosti
Den vzájemných modliteb farností za bohoslovce a bohoslovců za farnosti brněnské diecéze i Adorační den připadá na 1. prosince.
Každoročně se koná tříkrálová sbírka. V roce 2017 dosáhl výtěžek sbírky v Bedřichově 8 458 korun.

## Fotogalerie

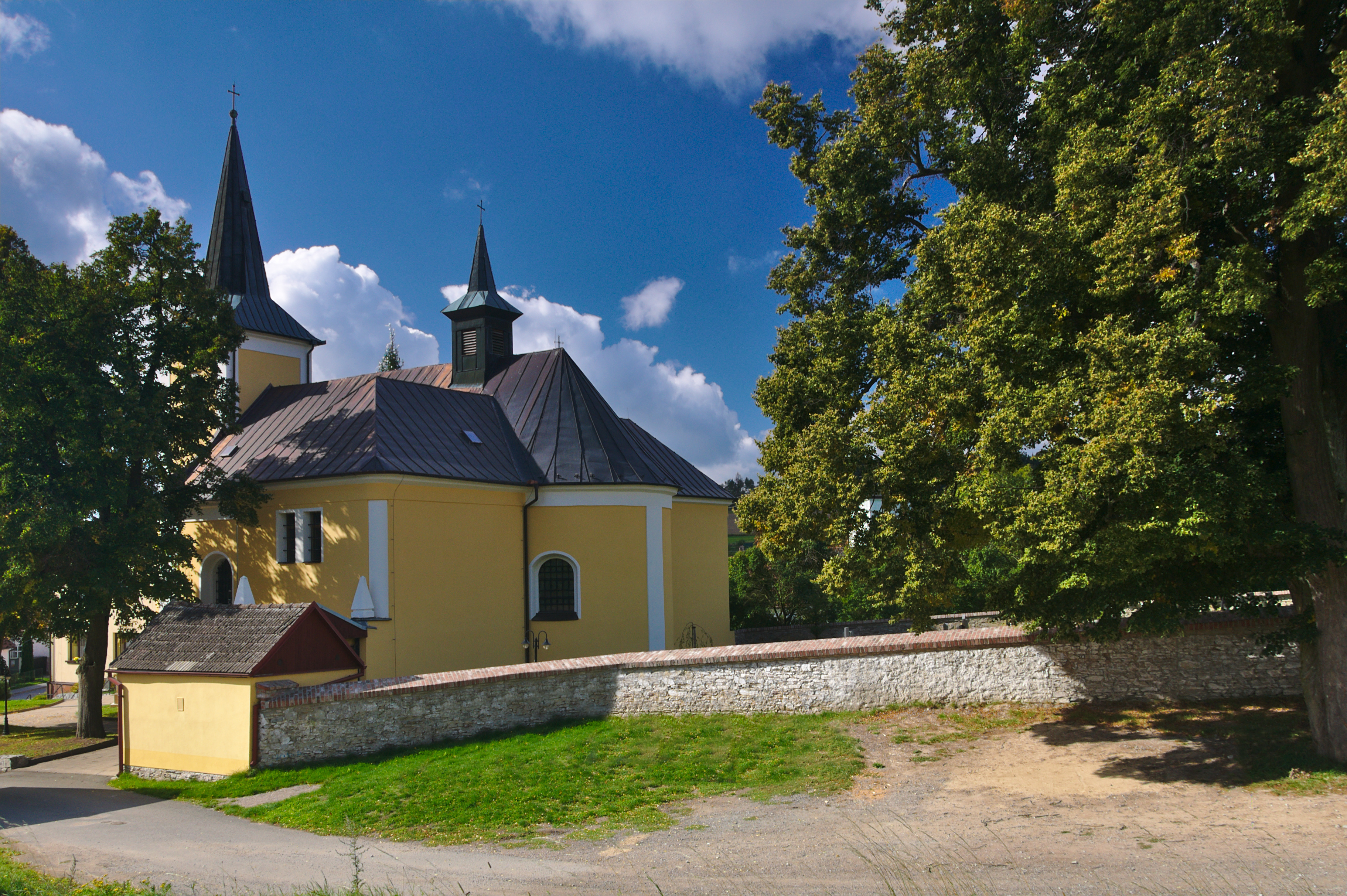
Farní kostel svatého Mikuláše
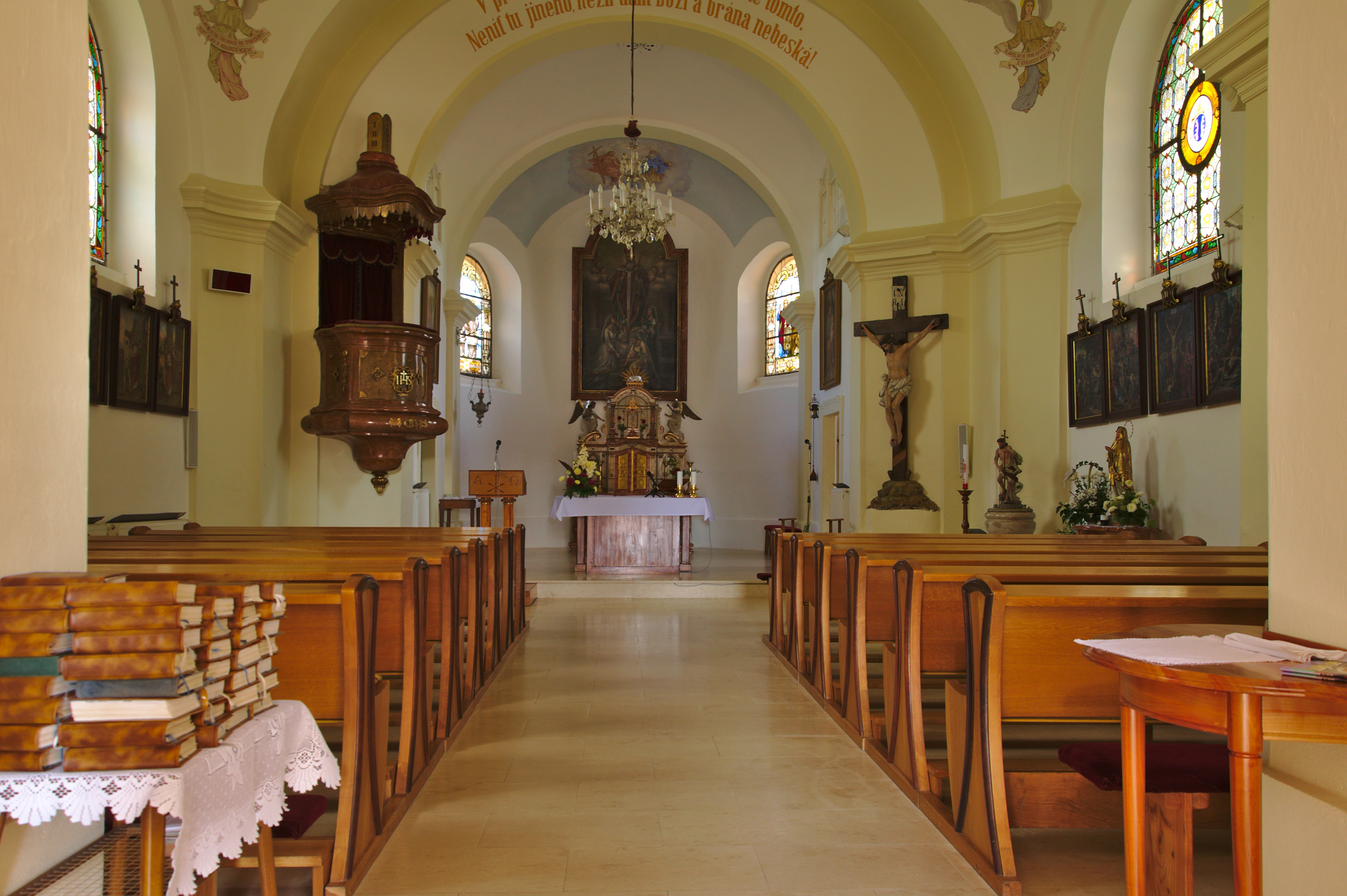
Interiér kostela
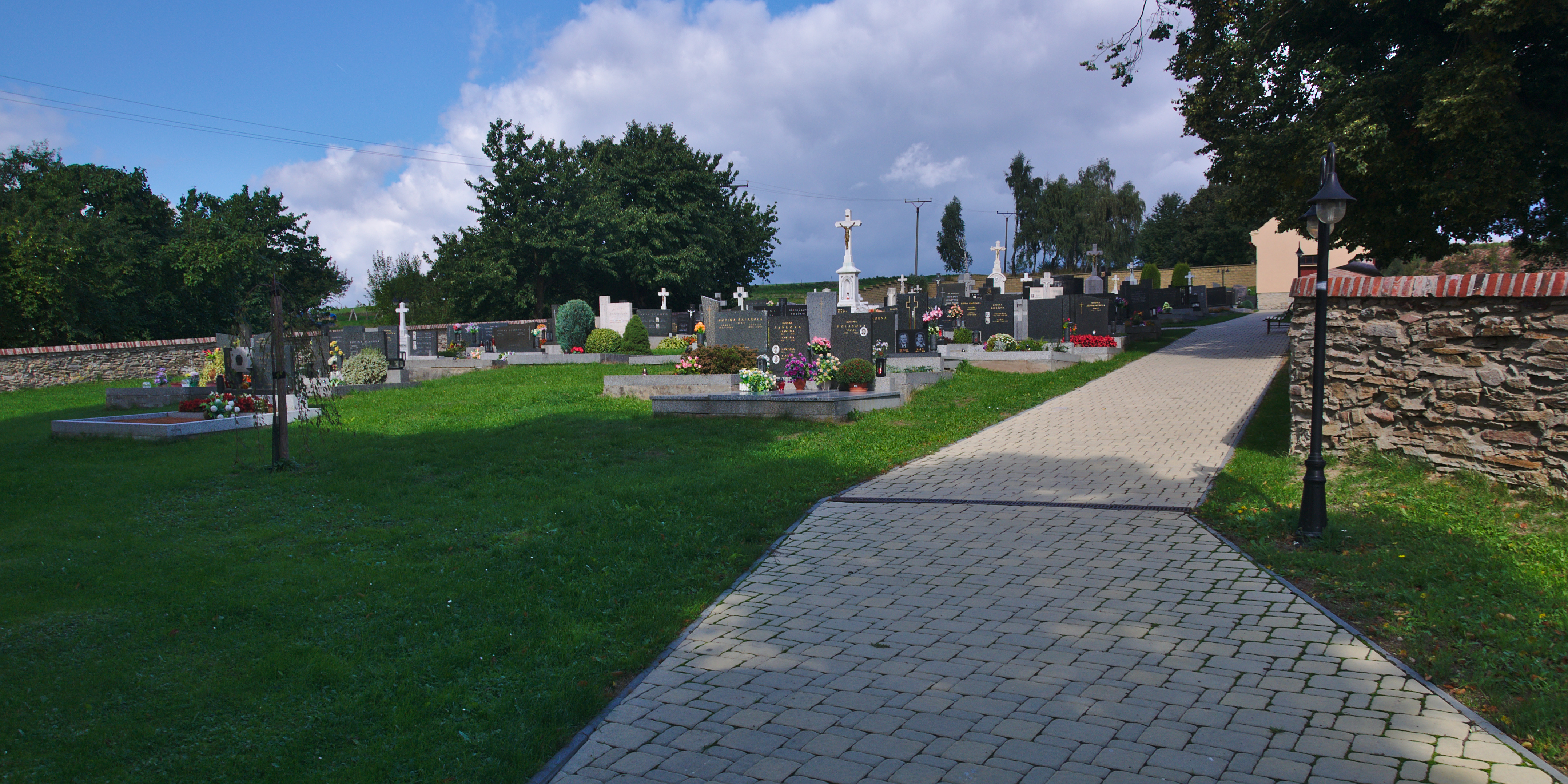
Hřbitov
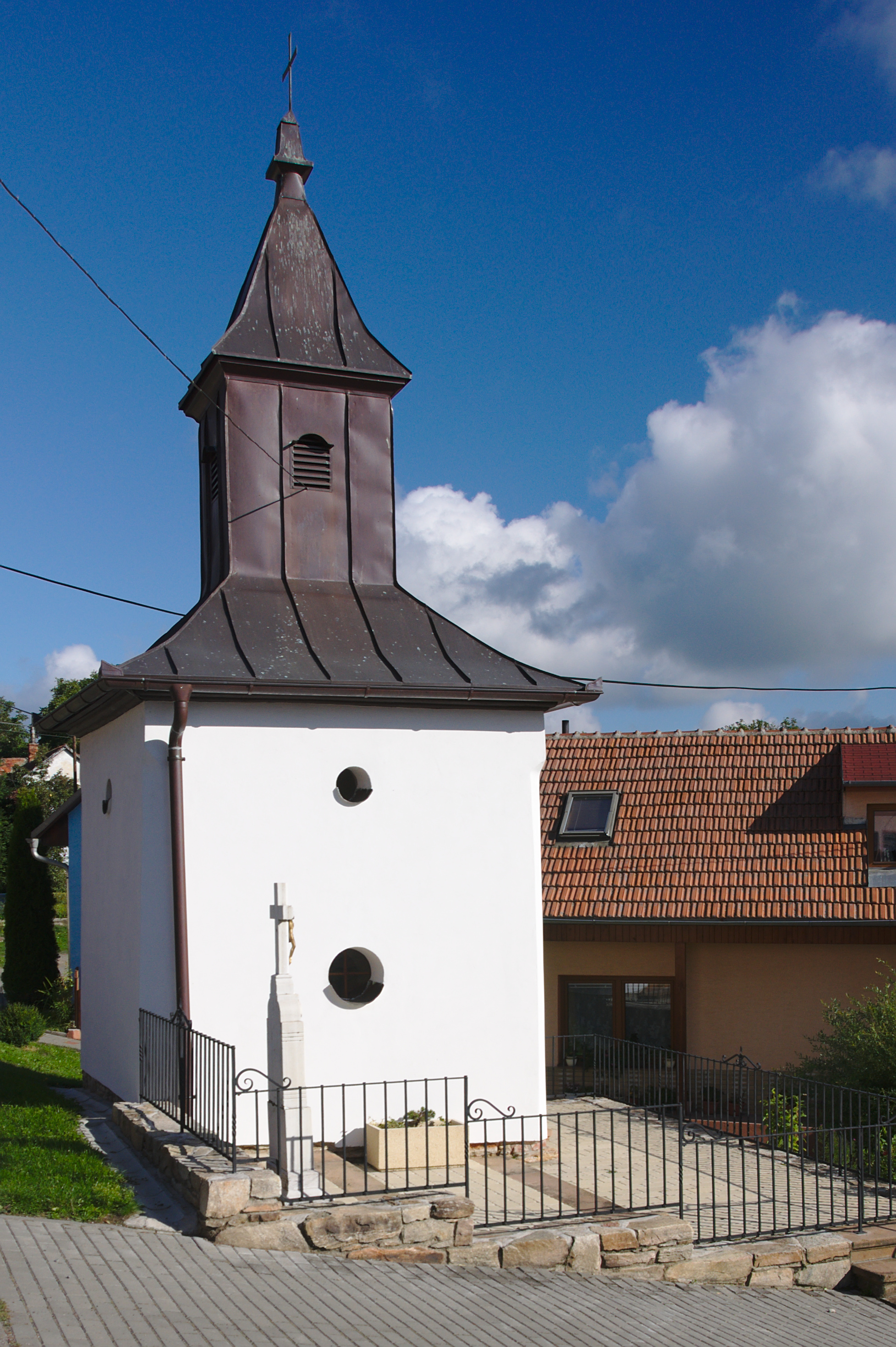
Kaple, Lhota u Lysic
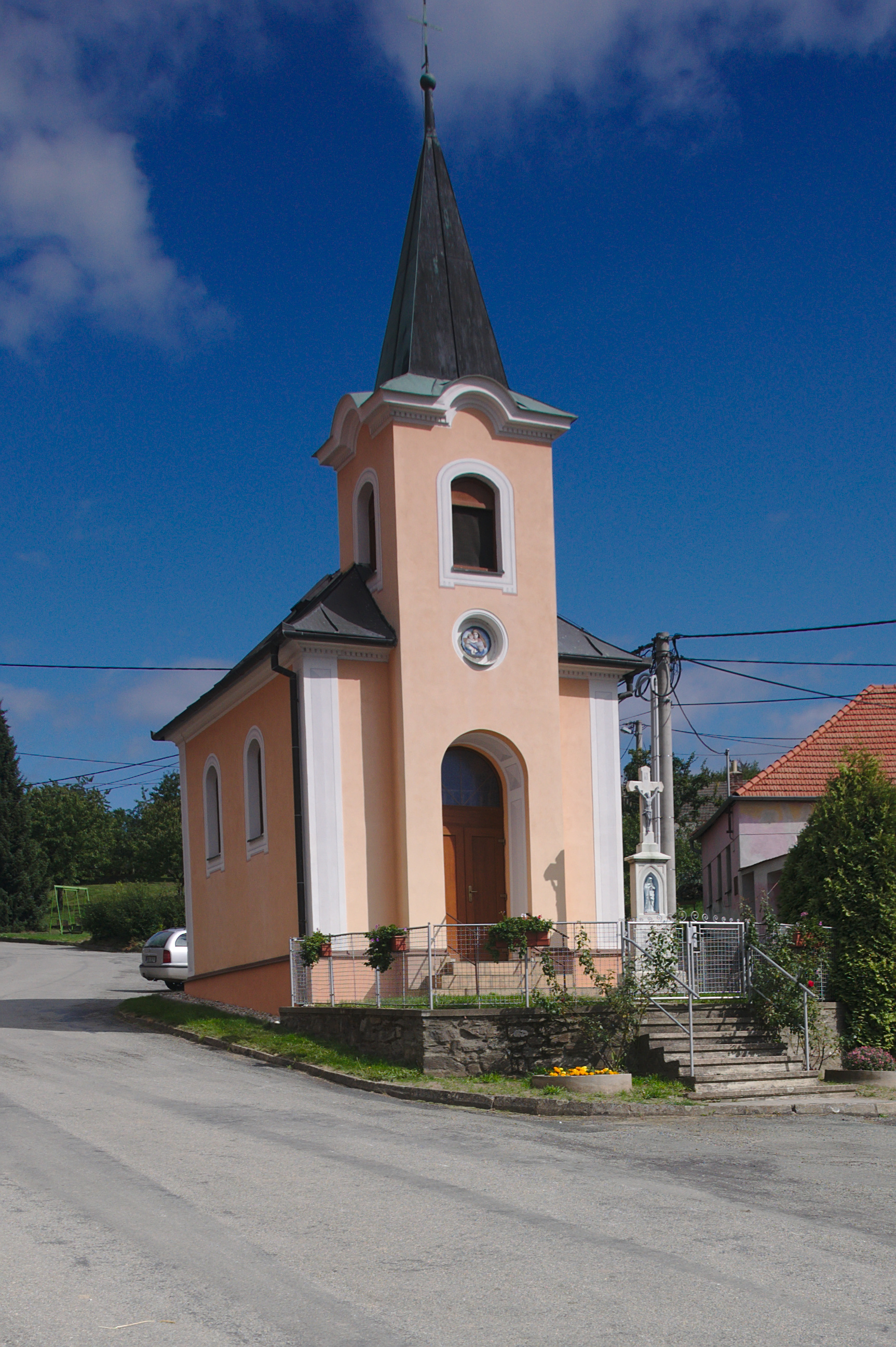
Kaple svaté Anny, Kozárov
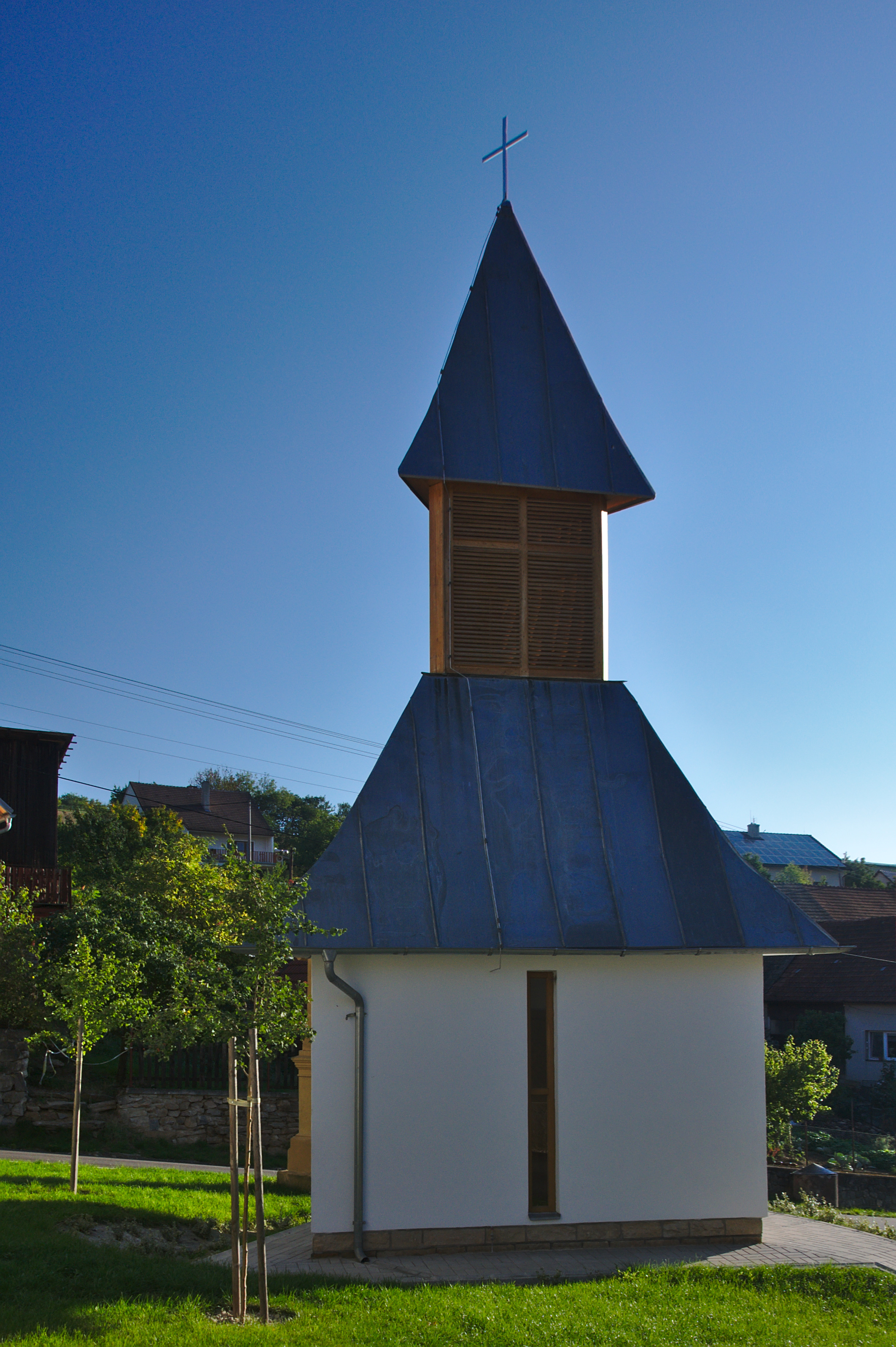
Kaple, Kunice
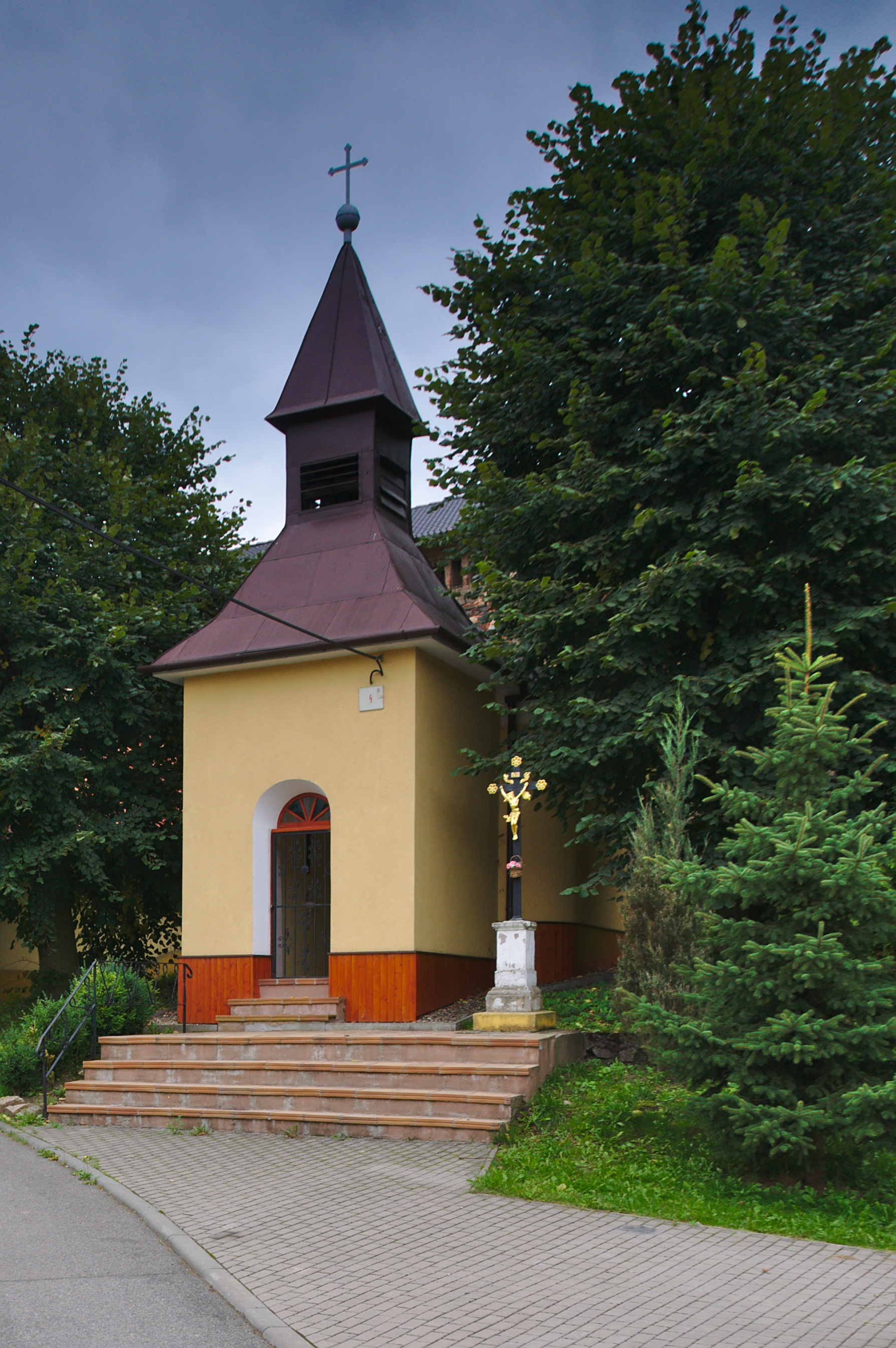
Kaple svatého Cyrila a Metoděje, Kunčina Ves